# Иван Глобицер
Иван Глобицер (умро 1591) био је најамнички капетан немачког порекла (родом из Штајерске) у служби Хабзбуршке монархије, који је остао запамћен као заповедник Копривничке капетаније у Славонској крајини.

## Војна служба
О његовој војничкој служби има мало података: зна се да је 1580. учествовао у бици код Грабровника, да је 5. марта 1581. самостално уништио турски одред код Каталене, а 1586. са бароном Иваном Секељом из Крапине опустошио тзв. Малу Влашку код Пакраца. Од априла 1591. до смрти (маја исте године) био је врховни капетан Славонске војне крајине.

## Тужбе у Хрватском сабору
У периоду 1580-84. остале су сачуване бројне тужбе хрватске властеле и краљевских службеника против капетана Глобицера у Хрватском сабору. Тако на пример, у записнику од 1.априла 1580. стоји да копривничкој тврђави припадају (у суседним селима) бројни кметови, којима управља крајишки капетан Иван Глобитзер. Он ове кметове употребљава за своју особну корист, јер му морају обрађивати земље и у Драви ловити рибе, које продаје, а неће кметове привући на посао око утврђивања Копривнице. Када онамо дође поджупан или племићки судија, да од кметова убере »дику« (порез за краља) или »димницу« (земаљску даћу), како то морају плаћати сви кметови у Хрватској и Угарској, онда им капетан прети смрћу или батинама. Житељи су Копривнице слободни грађани, којима вечито прети погибељ од Турака, услијед чега живе у беди и сиромаштву. Глобитзер има дужност, да грађане копривничке штити и помаже. Уместо тога он са својим плаћеним војницима Копривничане прогони, те им наноси свакојаке штете и неугодности. Зато сабор упозорава Вида Халека (заповедника Славонске крајине), да ће Глобитзера тужити самом краљу, ако га за времена не укроти надвојвода Карло.
На Сабору од 3. јуна 1583. поново су изнете тужбе на његова насиља у Подравини: између осталог отео је Глобитзер код Мартијанца баштину капетана Петра Ратикаја, а код Расиње и поседе самог бана Крста Унгнада.